# 一ノ宮 (多摩市)
一ノ宮（いちのみや）は、東京都多摩市の地名である。現行行政地名は一ノ宮一丁目から一ノ宮四丁目。郵便番号は206-0002。

## 地形
隣接地区
- 関戸
- 和田
- 東寺方
- 連光寺(飛び地にて隣接)

## 歴史
野猿街道を中心に発展してきた。
地名は、所在する小野神社が武蔵国の一宮である事から。総社は大國魂神社。

## 世帯数と人口
2018年（平成30年）1月1日現在の世帯数と人口は以下の通りである。
| 丁目         | 世帯数    | 人口    |
| ------------ | --------- | ------- |
| 一ノ宮一丁目 | 1,283世帯 | 2,001人 |
| 一ノ宮二丁目 | 857世帯   | 1,448人 |
| 一ノ宮三丁目 | 486世帯   | 874人   |
| 一ノ宮四丁目 | 1,007世帯 | 1,926人 |
| 計           | 3,633世帯 | 6,249人 |

## 小・中学校の学区
市立小・中学校に通う場合、学区は以下の通りとなる。
| 丁目         | 番地 | 小学校               | 中学校             | 備考                                                        |
| ------------ | ---- | -------------------- | ------------------ | ----------------------------------------------------------- |
| 一ノ宮一丁目 | 全域 | 多摩市立東寺方小学校 | 多摩市立多摩中学校 | 特例地区により以下の学校と選択可能。 多摩市立多摩第一小学校 |
| 一ノ宮二丁目 | 全域 | 多摩市立東寺方小学校 | 多摩市立多摩中学校 | 特例地区により以下の学校と選択可能。 多摩市立多摩第一小学校 |
| 一ノ宮三丁目 | 全域 | 多摩市立東寺方小学校 | 多摩市立多摩中学校 |                                                             |
| 一ノ宮四丁目 | 全域 | 多摩市立東寺方小学校 | 多摩市立多摩中学校 |                                                             |

## 施設
1丁目
- 小野神社
- 一宮児童館
- バオバブ保育園
- クリエイト
- アオキ
- ローソン

2丁目
- 三菱UFJ銀行
- 第一生命
- ファミリーマート

3丁目
- 多摩信用金庫
- ドラッグセイムス

4丁目

## その他
漫画「ＧＡＮＴＺ」の序盤の舞台である。

### 警察
警察の管轄区域は以下の通りである。
| 番・番地等 | 警察署         | 交番・駐在所   |
| ---------- | -------------- | -------------- |
| 全域       | 多摩中央警察署 | 桜ケ丘駅前交番 |